# IC 3137
IC 3137 је спирална галаксија у сазвјежђу Дјевица која се налази на листи објеката дубоког неба у Индекс каталогу.
Деклинација објекта је + 12° 28' 10" а ректасцензија 12h 18m 54,6s. Привидна величина (магнитуда) објекта IC 3137 износи 15,6 а фотографска магнитуда 16,3. IC 3137 је још познат и под ознакама UGC 7347, FGC 1407, PGC 39580.